# Johannes Strolz
Johannes Strolz (Bludenz, 12 september 1992) is een Oostenrijkse alpineskiër. Hij vertegenwoordigde zijn vaderland op de Olympische Winterspelen 2022 in Peking. Hij is de zoon van alpineskiër Hubert Strolz.

## Carrière
Strolz maakte zijn wereldbekerdebuut in december 2013 in Val d'Isère. In januari 2018 scoorde hij in Garmisch-Partenkirchen zijn eerste wereldbekerpunt. In januari 2020 behaalde de Oostenrijker in Madonna di Campiglio zijn eerste toptienklassering in een wereldbekerwedstrijd. Op 9 januari 2022 boekte Strolz in Adelboden zijn eerste wereldbekerzege. Zijn vader Hubert Strolz won op de Olympische Winterspelen 1988 in Calgary goud op de combinatie. Tijdens de Olympische Winterspelen 2022 in Peking evenaarde Johannes zijn vader door eveneens goud te winnen op hetzelfde onderdeel. Op de slalom behaalde Strolz zilver. Samen met Stefan Brennsteiner, Katharina Liensberger en Katharina Truppe was Strolz ook de beste in de beste in de landenwedstrijd.

## Resultaten

### Olympische Winterspelen
| Jaar | Plaats | Onderdeel                                    |
| ---- | ------ | -------------------------------------------- |
| 2022 | Peking | Alpine combinatie · Slalom · Landenwedstrijd |

### Wereldkampioenschappen
| Jaar | Plaats             | Resultaten             |
| ---- | ------------------ | ---------------------- |
| 2023 | Courchevel-Méribel | DNF2 Alpine combinatie |

### Wereldbeker
Eindklasseringen
| Seizoen   | Algm | SL  | RS  | AC  |
| --------- | ---- | --- | --- | --- |
| 2017/2018 | 141e | –   | 53e | –   |
| 2018/2019 | 68e  | 37e | 34e | 20e |
| 2019/2020 | 120e | 46e | –   | –   |
| 2020/2021 | 100e | 35e | –   |     |
| 2021/2022 | 34e  | 11e | –   |     |
| 2022/2023 | 97e  | 32e | –   |     |
| 2023/2024 | 47e  | 13e | –   |     |
| 2024/2025 | 65e  | 24e | –   |     |

Wereldbekerzeges
| Datum          | Plaats    | Onderdeel |
| -------------- | --------- | --------- |
| 9 januari 2022 | Adelboden | Slalom    |